# Sundaflugsnappare
Sundaflugsnappare (Cyornis caerulatus) är en hotad fågel i familjen flugsnappare inom ordningen tättingar. Den förekommer på öarna Sumatra och Borneo i Stora Sundaöarna, i Indonesien och Malaysia. Den tros minska kraftigt i antal på grund av skogsavverkningar och är därför upptagen på IUCN:s rödlista över hotade arter, kategoriserat som sårbar.

## Utseende och läten
Sundaflugsnapparen är en liten (14 cm) bjärt färgad flugsnapparen. Hanen är mörkblå på ovansida, vingar och stjärt, ljusare och mer färgglatt på panna och i ett ögonbrynsstreck. Hakan är svart, resten av undersidan roströd. Honan är brun ovan med en ljus ögon ring och blå övergump och stjärt. Mangroveflugsnapparen är lik, men denna saknar den kontrasterande ljusa pannan och ögonbrynsstrecket och är även mindre färgglad på nedre delen av ryggen och övergumpen. Honan är blå ovan med en vitaktig fläck framför ögat. Sången består av tre tunna visslande toner, med den sista tonen fallande.

## Utbredning och systematik
Sundaflugsnappare förekommer i låglandsskogar i Stora Sundaöarna i Sydostasien. Den delas in i tre underarter med följande utbredning:
- Cyornis caerulatus albiventer – Sumatra
- Cyornis caerulatus rufifrons – västra Borneo
- Cyornis caerulatus caerulatus – norra, östra och södra Borneo

## Levnadssätt
Sundaflugsnapparen hittas i ursprunglig och gallrad torr regnskog eller i uppvuxen ungskog. Den förekommer gärna i täta och snåriga delar eller i skogsbryn. Även om arten verkar tolerera skog som påverkats av avverkningar förekommer den mycket glesare i sådana typer av biotoper. På blötare mark invid vattendrag ersätts den ofta av malajflugsnapparen.

## Status och hot
Sundaflugsnapparen är begränsad till låglandsskogar i ett område där de avverkas i snabb takt. Fågeln tros därför minska kraftigt i antal. Med tanke på dess sällsynthet tros dock fler faktorer ligga bakom, möjligen fångst för vidare försäljning i burfågelhandeln. Den tas upp på rödlistan för hotade arter av internationella naturvårdsunionen IUCN, i kategorin sårbar.